# IC 5068
IC 5068 — галактика типу EN (емісійна туманність) у сузір'ї Либідь.
Цей об'єкт міститься в оригінальній редакції індексного каталогу.